# 梅列勒
梅列勒（法語：Mériel，法語發音：[meʁjɛl] ⓘ）是法国法蘭西島大區瓦兹河谷省的一个市镇，属于蓬图瓦兹区。

## 地理
梅列勒（49°4'45.0000001"N, 2°12'18.0000000"E）面积5.31 平方千米，位于法国法蘭西島大區瓦兹河谷省，该省份为法国北部内陆省份，北起瓦兹省，西接厄尔省，南至塞纳-圣但尼省、上塞纳省和伊夫林省，东临塞纳-马恩省。
与梅列勒接壤的市镇（或旧市镇、城区）包括：利勒亚当、瓦兹河畔欧韦尔、瓦兹河畔比特里、瓦兹河畔梅里、维利耶亚当。
梅列勒的时区为UTC+01:00、UTC+02:00（夏令时）。

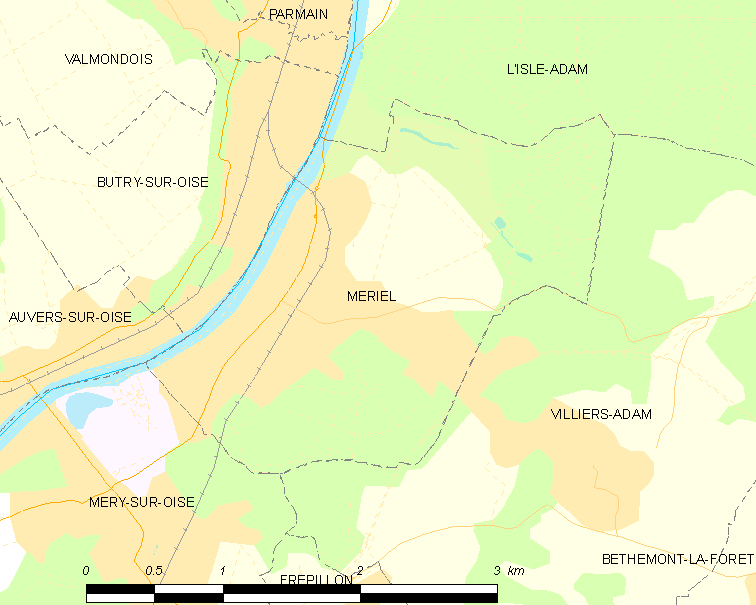
梅列勒的OSM定位图

## 行政
梅列勒的邮政编码为95630，INSEE市镇编码为95392。

## 政治
梅列勒所属的省级选区为圣旺洛莫讷县。

## 人口

1962-2008年间梅列勒人口变化图示

梅列勒于2022年1月1日时的人口数量为5337人。